# Carlinhos BNH
Carlos Alberto Ribeiro da Silva  (Rio de Janeiro, 5 de março de 1977), mais conhecido como Carlinhos BNH, é um militar e político brasileiro. Exerceu o segundo mandato de vereador no município de Nova Iguaçu e é deputado estadual pelo Progressistas. 
Nas eleições de 2016, concorreu pela primeira vez ao cargo de vereador pelo Partido Trabalhista Cristão (PTC) e foi eleito com 3.079 votos.
Nas eleições de 2018, concorreu ao cargo de deputado estadual pelo mesmo partido, obtendo 13.607 votos, mas teve a candidatura indeferida por falta de uma certidão de filiação partidária, tendo seus votos anulados.
Nas eleições de 2020, agora filiado ao Progressistas, concorre a reeleição ao cargo de vereador e é reeleito com 7.640 votos.
Nas eleições de 2022, concorre ao cargo de deputado estadual pelo mesmo partido, e é eleito com 42.811 votos.